# Церковь Михаила и Феодора (Чернигов)
Церковь Михаила и Феодора (укр. Церква Михаїла і Федора) — памятник архитектуры местного значения, единственный на Украине храм, освященный в честь князя Черниговского Михаила и его боярина Фёдора .

## История
Решением исполкома Черниговского областного совета народных депутатов трудящихся от 26.03.1984 № 118 присвоен статус памятник архитектуры местного значения с охранным № 13-Чг под названием Комплекс зданий госпиталя (бывшей духовной семинарии), который включает Комплекс зданий госпиталя (бывшей духовной семинарии) с охранным № 13/1-Чг и Церковь Михаила и Фёдора с охранным № 13/2-Чг.
Приказом Департамента культуры и туризма, национальностей и религий Черниговской областной государственной администрации от 12.11.2015 № 254 принято название для памятника — Комплекс зданий Черниговской духовной семинарии.
Имеет собственную «территорию памятника» (Комплекс зданий духовной семинарии, включая саму семинарию и церковь Михаила и Феодора) и в расположено «комплексной охранной зоне памятников исторического центра города», согласно правилам застройки и использования территории. На храме установлена информационная доска.

## Описание
Строительство храма началось в 1801 году рядом с домом гетмана Павла Полуботка. Но, в связи с финансовыми затруднениями, сооружение церкви завершилось лишь в 1806 году. Освящение храма Михаила и Федора состоялось в 1808 году. С тех пор церковь несколько раз перестраивалась и соответственно меняла свой облик. Сначала она была сооружена в стиле классицизма с элементами барокко. Во второй половине XIX века в результате реконструкции церковь получила византийский внешний вид.
Каменная, оштукатуренная, одноглавая, трёхдольная (трёхсрубная), крестообразная церковь, с четырьмя прирубами между ветвями основных объёмов. К основному кубическому подкупольному объёму (нефу) примыкают с востока прямоугольная в плане апсида, где размещён алтарь, с запада прямоугольный в плане бабинец (притвор). Храм венчает купол на восьмигранном световом барабане с 8 арко-подобными окнами, которые в декоре расчленяются аркатурой. Фасад основного объёма храма на прясла, вместо лопаток, разделяют пары полуколонн, перекрытые венчающим карнизом, и завершаются закомарами. Углы вспомогательных объёмов акцентированы парами полуколонн. Окна арочные, на основном объёме над основными окнами имеются небольшие круглые окна.
В советский период храм был закрыт.
Здание возвращено церкви в конце 1990-х годов. В 2008 году для храма был создан новый иконостас в золотисто-белых цветах.